# Руслан и Людмила

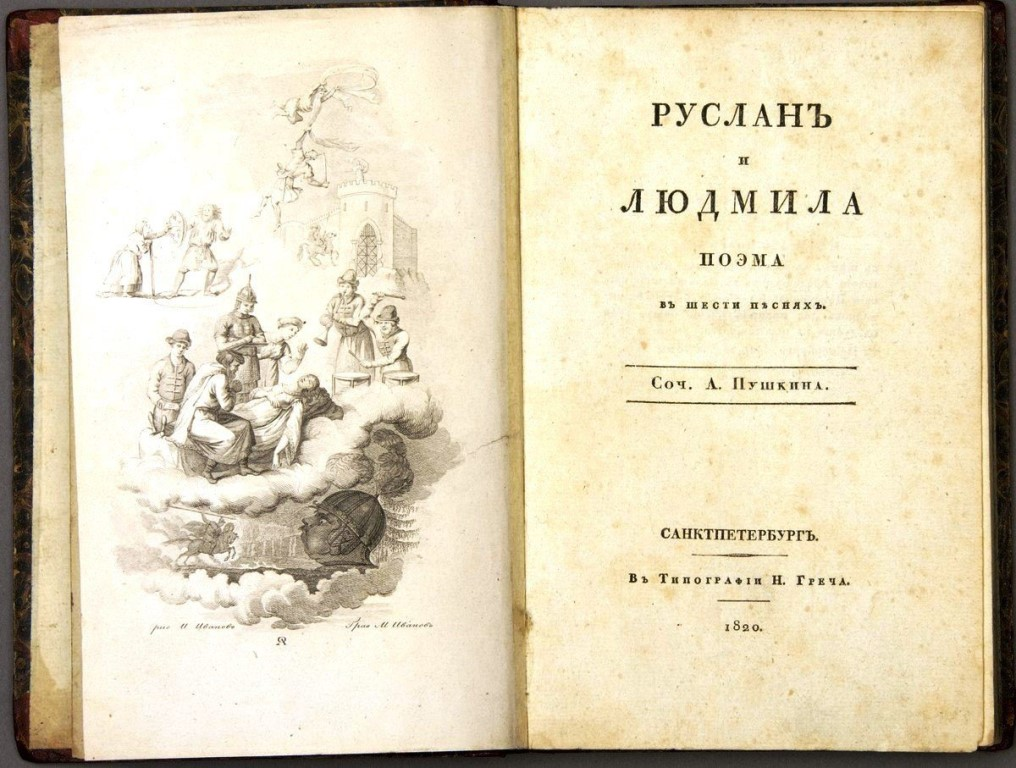
Титульный лист первого издания, 1820 год

«Русла́н и Людми́ла» — первая законченная поэма Александра Сергеевича Пушкина; стихотворная волшебная сказка, вдохновлённая древнерусскими былинами.

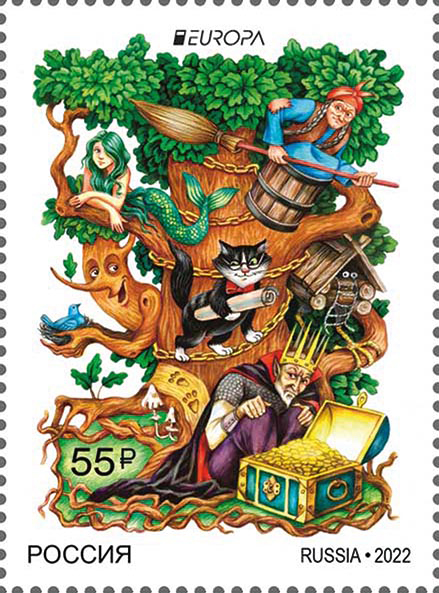
Лукоморье на почтовой марке России 2022 года

## Сюжет
События поэмы предваряются вступлением, в котором описан волшебный край — Лукоморье. Там, от учёного кота, автор якобы и услышал эту сказку.
Киевский князь Владимир выдаёт свою дочь Людмилу за храброго богатыря Руслана, но в первую брачную ночь невесту похищает старый колдун Черномор — карлик с невероятно длинной бородой. Князь отменяет свадьбу и объявляет, что мужем Людмилы станет тот, кто её спасёт от колдуна. Помимо Руслана, в поход за девушкой вызываются три его соперника: суровый Рогдай, трусливый хвастун Фарлаф и юный хазарин хан Ратмир. Однако соперники терпят неудачу: Рогдай пытается убить Руслана и гибнет от его руки, Фарлаф вместо поисков отдыхает, а Ратмир набредает на замок с чудесными девами и остаётся в нём.
Руслан встречает доброго старого волшебника, финна по национальности, который рассказывает ему свою историю. Он всю жизнь пытался добиться любви высокомерной ведьмы Наины, но достиг своего лишь тогда, когда они оба были уже слишком стары, а потому отверг её любовь. Наина, и до того жестокая, озлобилась на него и сдружилась с Черномором. Финн даёт Руслану совет: магическая сила Черномора в его бороде, которую нужно полностью отрубить, чтобы лишить его силы. 
Путешествуя дальше, Руслан на поле боя, усеянном костями, встречает огромную голову, отрубленную, но живую. Голова пытается сдуть его, но герой проявляет силу и упорство, чем впечатляет Голову. Голова рассказывает, что прежде была братом-великаном Черномора, который предательски его обезглавил. Под Головой Руслан находит древний меч и клянётся с его помощью жестоко отомстить колдуну.
Тем временем Людмила приходит в себя в волшебном дворце Черномора, окружённая роскошью. Карлик-колдун пытается впечатлить её своим величием, но девушка берёт в руки случайно упавшую с его головы шапку-невидимку и сбегает бродить по дворцу. Наконец колдуну удаётся заманить её в ловушку и усыпить. Но он не успевает надругаться над девушкой: во дворец приходит Руслан и вступает в бой с Черномором. Богатырь хватает колдуна за бороду, а тот, пытаясь улететь, уносит его в небо. После долгого полёта Черномор выбивается из сил, и Руслан отрубает ему бороду и берёт в плен. Он не знает, как разбудить Людмилу, и увозит её с собой спящей.

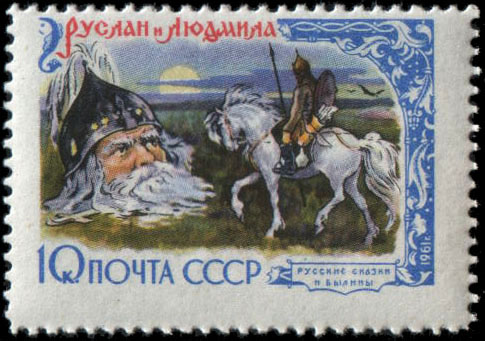
Почта СССР, 1961 г. «Руслан и Людмила».

На обратном пути Руслан встречает Ратмира: тот женился, оставил ремесло воина и стал рыбаком. Возле Киева Руслан останавливается на ночлег. Тем временем злая ведьма Наина находит трусливого Фарлафа и подговаривает его убить спящего Руслана и самому привезти Людмилу в Киев, что Фарлаф и делает. Финн находит убитого Руслана, возрождает его с помощью живой и мёртвой воды и даёт кольцо, способное разбудить Людмилу. Богатырь снова скачет в Киев, который в этот момент был осаждён ордой печенегов. Руслан помогает разгромить печенегов и пробуждает Людмилу. Потрясённый Фарлаф сознаётся в обмане, но на радостях его не казнят, а Черномор, лишённый силы чародейства, был принят во дворец.

## История создания

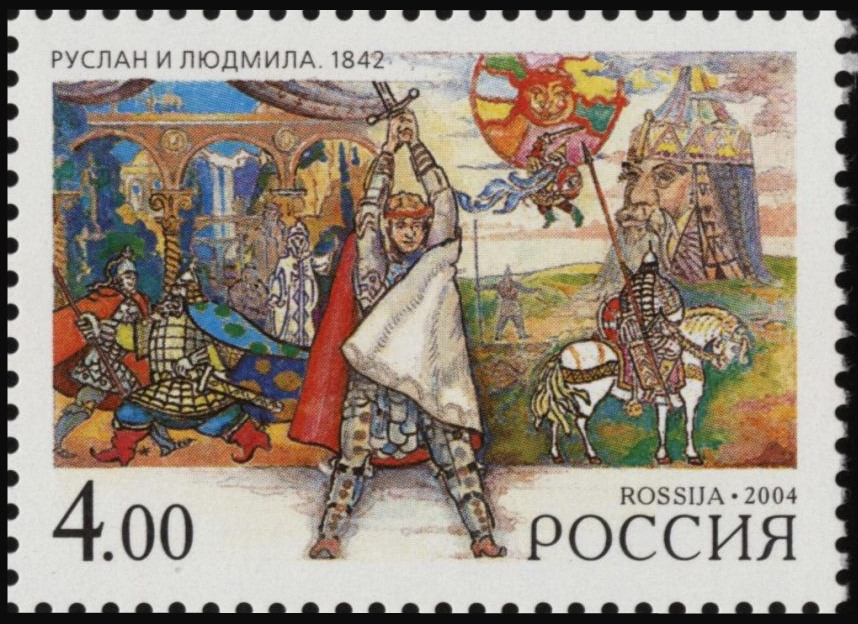
Марка России 2004 г.

Поэма была написана в 1818—1820 годах, после окончания в 1817 году Лицея. Пушкин иногда указывал, что начал писать поэму ещё в Лицее, но, по-видимому, к этому времени относятся лишь самые общие замыслы, едва ли текст. Ведя после выхода из Лицея в Петербурге жизнь «самую рассеянную», Пушкин работал над поэмой в основном во время болезней зимой 1817/18 и 1819 годов. Пушкин прочитал за это время 8 томов «Истории государства Российского» Николая Карамзина (1766-1826).
Пушкин ставил задачей создать «богатырскую» сказочную поэму в духе известного ему по французским переводам «Неистового Роланда» Ариосто (критики называли этот жанр «романтическим», что не следует путать с романтизмом в современном понимании). Он вдохновлялся также Вольтером («Орлеанская девственница», «Что нравится дамам») и русскими литературными сказками (такими, как лубочная повесть о Еруслане Лазаревиче, «Бахарияна» Хераскова, «Илья Муромец» Карамзина или особенно «Альоша[sic] Попович» Николая Радищева). Непосредственным стимулом к началу работы над поэмой стал выход в феврале 1818 года первых томов карамзинской «Истории государства российского», откуда заимствованы многие подробности и имена всех троих соперников Руслана (Рагдай, Ратмир и Фарлаф).
Поэма написана астрофическим четырехстопным ямбом, который, начиная с «Руслана», стал господствующей формой романтической поэмы.
Поэма содержит элементы пародии по отношению к балладе Жуковского «Двенадцать спящих дев». Пушкин последовательно иронически снижает возвышенные образы Жуковского, насыщает сюжет шуточными эротическими элементами, гротескной фантастикой (эпизод с Головой), употребляет «простонародную» лексику («удавлю», «чихнула»). Пушкинское «пародирование» Жуковского изначально не имеет негативного оттенка и носит скорее дружеский характер; известно, что Жуковский «сердечно радовался» пушкинской шутке, а после выхода поэмы подарил Пушкину свой портрет с надписью «Победителю-ученику от побеждённого учителя». Впоследствии, в начале 1830-х годов, зрелый Пушкин, склонный критически переоценивать свои юношеские опыты, сокрушался, что пародировал «Двенадцать спящих дев» «в угоду черни».

## Отзывы и оценки

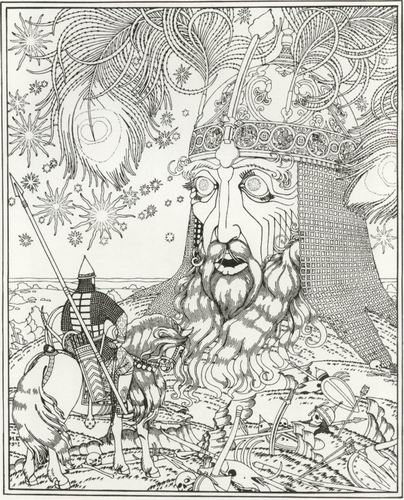
Иллюстрация И. Я. Билибина (1917).

Поэма начала печататься в «Сыне отечества» весной 1820 года в отрывках, первое отдельное издание вышло в мае того же года (как раз в дни ссылки Пушкина на юг) и вызвало возмущённые отклики многих критиков, усмотревших в ней «безнравственность» и «неприличия» (А. Ф. Воейков, начавший было журнальную публикацию нейтрально-доброжелательного разбора поэмы, в последней части отзыва под влиянием И. И. Дмитриева раскритиковал её). В переписке с Карамзиным И. И. Дмитриев сравнивает «Руслана и Людмилу» с известной ироикомической поэмой Николая Осипова «Вергилиева Енеида, вывороченная наизнанку», на что Карамзин в письме от 7 июня 1820 года отвечает:
В прежних письмах я забыл сказать тебе, что ты, по моему мнению, не отдаешь справедливости таланту или поэмке молодого Пушкина, сравнивая её с «Энеидою» Осипова: в ней есть живость, легкость, остроумие, вкус; только нет искусного расположения частей, нет или мало интереса; все сметано на живую нитку.
Особую позицию занял П. А. Катенин, упрекавший Пушкина, наоборот, в недостаточной народности и излишнем «приглаживании» русских сказок в духе французских салонных повестей. Значительная часть читающей публики приняла поэму восторженно, с её появления началась всероссийская слава Пушкина.
Эпилог («Так, мира житель равнодушный…») написан Пушкиным позже, во время ссылки на Кавказ. В 1828 году Пушкин подготовил второе издание поэмы, добавил эпилог и вновь написанный знаменитый «пролог» — формально часть Песни первой («У лукоморья дуб зелёный…»), усиливший условно-фольклорную окраску текста, а также сократил многие эротические эпизоды и лирические отступления. В качестве предисловия Пушкин перепечатал некоторые критические отзывы на издание 1820 года, ставшие в новой литературной обстановке уже откровенно смешными, к примеру, критическую статью малоизвестного критика, который о поэме «Руслан и Людмила» написал: представьте, мол, мужик в лаптях, в армяке вторгся в какое-то «благородное собрание» и закричал: «Здорово, ребята!», по поводу этого случая литературный критик Вадим Кожинов отметил: «Должен сказать: бывает, что самую высокую оценку дают человеку не друзья, а враги». В 1830 году, вновь отводя в «Опровержении на критики» старые обвинения в безнравственности, поэт подчеркнул, что теперь в поэме его не устраивает, наоборот, отсутствие подлинного чувства: «Никто не заметил даже, что она холодна».

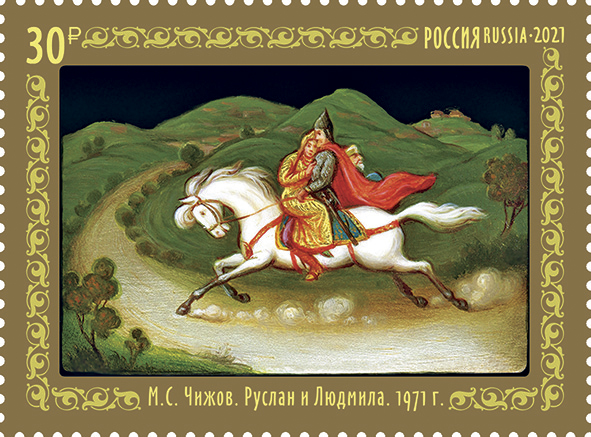
Почтовая марка. Декоративно-прикладное искусство России. Федоскинская лаковая миниатюра, шкатулка: М. С. Чижов «Руслан и Людмила» (1971)

Очень естественно, что Пушкина называли по преимуществу творцом «Руслана и Людмилы»: позднейшие более зрелые произведения его не могли изгладить первое впечатление, произведенное им на общественное  сознание. Содержание его ничтожно: это пустая сказка, ни на чём не основанная; герои не запечатлены никаким определенным характером места и времени, это какие-то воздушные призраки. Внутреннего творчества в ней нет; но есть творчество выражения; в ней слышится слово, которое вырвалось на вольный простор жизни; речения и обороты языка являются
здесь во всей чистоте и силе своей (Катков, М.Н.)

## Адаптации сюжета

### В театре
- «Руслан и Людмила, или Низвержение Черномора, злого волшебника» — «большой волшебно-героический балет» в пяти действиях, поставленный хореографом Адамом Глушковским на музыку композитора Фридриха Шольца. Первое сценическое воплощение этого произведения и первая постановка Пушкина на сцене вообще. Премьера состоялась на сцене Пашковского театра в Москве 16 декабря 1821 года (оркестр под управлением автора, декорации А. Раслова, костюмы Левизи, Руслан — Адам Глушковский, Людмила — Татьяна Глушковская). Три года спустя Шарль Дидло и Огюст перенесли балет на сцену петербургского Большого театра. Премьера состоялась 2 декабря 1824 года в бенефис Огюста (Руслан — Николай Гольц, Людмила — Авдотья Истомина, волшебница Золмира — Екатерина Телешева).
- «Руслан и Людмила» — опера Михаила Глинки в 5 действиях. Либретто Валериана Ширкова, Константина Бахтурина и Михаила Глинки при участии Николая Маркевича, Нестора Кукольника и Михаила Гедеонова, с сохранением стихов подлинника. Премьера состоялась в петербургском Большом театре 27 ноября 1842 года. Особой популярностью пользуются «Марш Черномора» и сцена «Садов Наины» из этой оперы — в Мариинском театре сохранилась хореография Михаила Фокина 1917 года (первая постановка после революции, с участием Фёдора Шаляпина в роли Фарлафа, оформление Константина Коровина и Александра Головина).
- «Руслан и Людмила» — балет Владислава Агафонникова на музыку одноимённой оперы Михаила Глинки в постановке Андрея Петрова («Кремлёвский балет», 1992).

### В изобразительном искусстве
- «Голова» («Скульптура у источника») — работа неизвестного мастера XIX века. Высечена в гигантском гранитном валуне в усадьбе Лейхтенбергских в Петергофе. Точно не установлено, вдохновила ли она поэта на соответствующий фрагмент поэмы, или же является иллюстрацией к нему.
- «Людмила в саду Черномора» — картина маслом Константина Сомова, написанная в 1897 году в качестве учебного задания в период обучения художника в мастерской Ильи Репина в Академии художеств. Находится в коллекции Музея Александра Пушкина (Москва).

### В кино
- 1914 — «Руслан и Людмила», утраченный немой фильм режиссёра Владислава Старевича. В ролях: Арсений Бибиков (Руслан), Софья Гославская (Людмила), Иван Мозжухин, Эдвард Пухальский, Андрей Громов.
- 1938 — «Руслан и Людмила», фильм режиссёров Ивана Никитченко и Виктора Невежина. В ролях: Сергей Столяров (Руслан), Людмила Глазова (Людмила), Николай Бубнов (Владимир); закадровый голос — Владимир Ершов.
- 1958 — «Царевна-лягушка» (The Frog Princess), ремейк мультфильма 1928 года студии Coronet Films[англ.] (США) с использованием некоторых деталей сюжета поэмы.
- 1972 — «Руслан и Людмила», двухсерийный фильм режиссёра Александра Птушко (СССР).
- 1996 — «Руслан и Людмила» (Ruslan and Lyudmila), экранизация оперы Михаила Глинки, режиссёр Ганс Хульшер (Великобритания).
- 2013 — «Иван Царевич и Серый Волк 2», полнометражный анимационный фильм кинокомпании Мельница. В основе фильма лежит видоизменённый сюжет оригинальной поэмы, с заменой некоторых ключевых персонажей на героев франшизы.
- 2018 — «Руслан и Людмила: Перезагрузка», мультфильм режиссёра Олега Маламужа (Украина). Сюжет далеко отходит от поэмы Пушкина: так, Руслан здесь — бродячий музыкант, а Черномор — язычник, который хочет принести Людмилу в жертву богам.
- 2023 — «Руслан и Людмила. Больше, чем сказка», мультфильм режиссёров Алексея Цицилина и Владимира Николаева (Россия).

### Аудиокниги
- «Руслан и Людмила» - поэму читает Олег Табаков (1979).

## Признание
В честь героини поэмы назван астероид (675) Людмила, открытый в 1908 году американским астрономом Джоэлом Меткалфом.